# Paul, Hastings, Janofsky & Walker
Pour les articles homonymes, voir Hastings.
Paul, Hastings, Janofsky & Walker LLP, plus fréquemment appelé Paul Hastings est un cabinet international d'avocats, qui rassemble environ 1 000 avocats dans 22 bureaux à travers le monde. Le premier bureau a été créé à Los Angeles en 1951 par Lee Paul, Robert Hastings, et Leonard Janofsky. Le cabinet possède aujourd'hui des bureaux à Atlanta, Century City, Chicago, Houston, Los Angeles, New York, Orange County, Palo Alto, San Diego, San Francisco, Sao Paulo, Washington, D.C., Bruxelles, Francfort, Londres, Milan, Paris, Pékin, Hong Kong, Séoul, Shanghai et Tokyo.